# Woznesenka (obwód zaporoski)
Woznesenka (ukr. Вознесенка) – wieś na Ukrainie, w obwodzie zaporoskim, w rejonie melitopolskim, w hromadzie Kostiantyniwka. W 2001 liczyła 5123 mieszkańców, spośród których 3121 wskazało jako ojczysty język ukraiński, 1831 rosyjski, 7 mołdawski, 1 węgierski, 3 bułgarski, 11 białoruski, 17 ormiański, 65 romski, a 67 inny.